# Ethirimana Cinkam
Ethirimanna Cinkam (tàmil எதிர்மன்னசிங்கம்) (mort 1617) fou el penúltim governant de la dinastia Aryacakravarti que va governar el regne de Jaffna al nord de la moderna Sri Lanka. Va pujar al poder a causa de la segona expedició portuguesa dirigida per André Furtado de Mendoça el 1591. En aquella expedició, el rei de Jaffna, Puviraja Pandaram (1561–65, 1582–91) va resultar mort. El difunt era el pare de Ethirimnna Cinkam.

## Un client
Ethirimanna Cinkam va ser ferit en la batalla i va ser salvat per un capità portuguès Simão Pinhão. Finalment va ser instal·lat com a monarca client. Les condicions que se li van imposar era que l'activitat missionera catòlica seria lliurement permesa i el monopoli d'exportació d'elefants passava a mans dels portuguesos; també el tribut que pagava el regne va ser augmentat.

## Acte d'equilibri
Però Ethirimanna Cinkam qui esdevingué rei sota el nom de Parasasekaran VII (1591–1617) al cap de poc temps va interrompre les activitats missioneres catòliques i el monopoli portuguès sobre les exportacions d'elefants. Va dur a terme una campanya encoberta contra els missioners catòlics i no va mirar amb favor els conversos. Va interferir amb el passatge i embarcament d'elefants pel govern portuguès a través dels seus territoris i així va assegurar termes avantatjosos pels seus elefants. Per 1595 el rei de Portugal havia emès una ordre de deposar-lo però les autoritats colonials a Goa no oblige tan Ethirimanna Cinkam no ho van implementar mentre l'actitud del rei no fos massa contrària als interessos colonials portuguesos.

## El final
També va ajudar el rei Vimaladharmasuriya I (1593–1604) del refundat regne de Kandy i al rei Senarat de Uda Rata (1604–1635) per assegurar ajuda de l'Índia del sud per resistir als portuguesos. Com Bhuvaneka Bahu VII del regne de Kotte, a través d'una mescla de natiu astut i l'habilitat d'actuar va mantenir un equilibri delicat que li va assegurar un grau sorprenent de marge de maniobra.
Va morir pacíficament l'abril del 1617 deixant un fill jove (conegut després com a Don Constantino) com l'hereu aparent sota regència de Paddilarasan Arasakesari Pandaram, cosa que va precipitar els esdeveniments amb la presa del poder al cap de poc per un nebot (Cankili II) que van culminar amb el final del regne.